# Brighton
Brighton – miasto w południowej Anglii, w hrabstwie ceremonialnym East Sussex, w dystrykcie (unitary authority) Brighton and Hove, położone nad kanałem La Manche. Tworzy zwarty organizm miejski z sąsiednim Hove; łączna liczba mieszkańców obu miast wynosi 229 700 (2011). Zespół miejski, obejmujący także sąsiednie miasta Shoreham-by-Sea, Worthing i Littlehampton, liczy 474 485 mieszkańców (2011).
Od przełomu XIX/XX wieku jest to ośrodek niezwykle popularny wśród turystów (zarówno z Anglii, jak i z innych krajów). Linia kolejowa łącząca Londyn z Brighton pozwala na odbycie chociażby jednodniowej wycieczki i spędzenie paru chwil na plaży. Brighton jest też dobrą bazą wypadową dla osób pragnących zwiedzić pozostałe miejsca w hrabstwie Sussex.
Brighton jest znaczącym ośrodkiem kultury LGBT, określane jest mianem brytyjskiej „stolicy społeczności LGBT”.
W XXI wieku miasto zmaga się z problemem bezdomności. Według danych z 2016 roku 4095 osób w Brighton było bezdomnych, tj. jeden bezdomny przypadał na 69 mieszkańców, co jest najwyższym wskaźnikiem w Anglii poza Londynem.
W mieście rozwinął się przemysł maszynowy, elektroniczny oraz farmaceutyczny.

## Historia

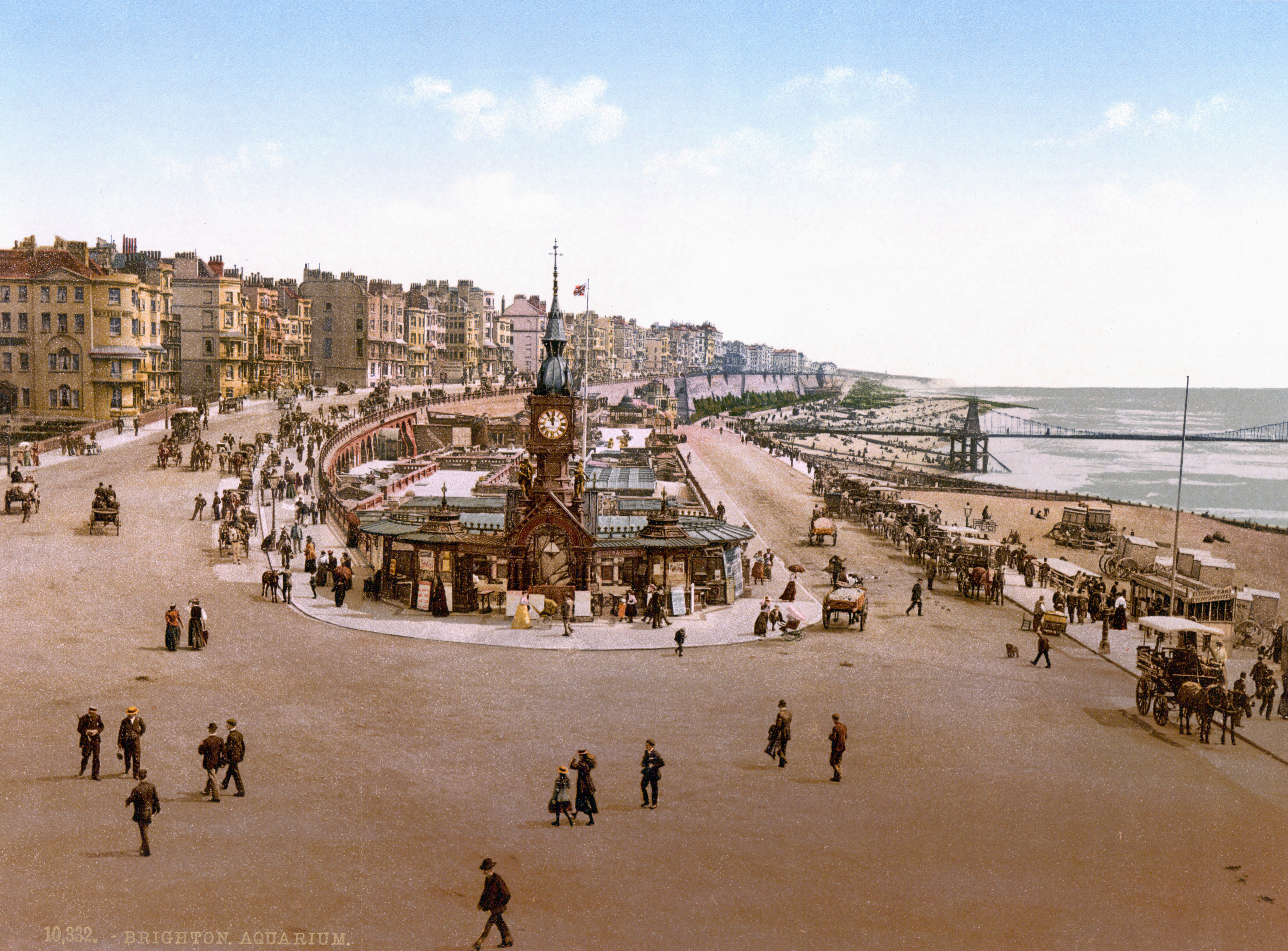
Brighton u schyłku XIX wieku

Brighton pojawia się w Domesday Book jako wieś rybacka Bristelmestune. W 1514 Brightelmstone zostało spalone przez Francuzów. W XVIII w. wieś rozrosła się w uzdrowisko morskie. Miejscowość zaczęła rozkwitać, gdy książę regent, przyszły król Jerzy IV Hanowerski, przybył do Brighton, aby tu odpoczywać. W 1815 roku polecił zbudować dla siebie pałac dokładnie w sercu miasta. Pod koniec XIX i na początku XX wieku zaczął się prawdziwy rozkwit Brighton jako letniej stolicy Anglii.
W 2000 roku Brighton oraz sąsiednie Hove, tworzące od 1997 roku dystrykt Brighton and Hove, wspólnie otrzymały od królowej Elżbiety II status city.

## Sport
- Brighton & Hove Albion F.C. – klub piłkarski

W mieście odbywa się doroczny Maraton w Brighton.

## Obiekty turystyczne
- Royal Pavilion (Pawilon Królewski) z XVIII–XIX wieku, przebudowany w stylu hindi w latach 1815–1823 przez Johna Nasha, zbudowany na polecenie Jerzego IV Hanowerskiego, przykład egzotyzmu w sztuce europejskiej, z ogromnymi kopułami w kształcie cebuli, minaretami, wielkimi smokami zamontowanymi na suficie, żyrandolami w kształcie drzewa
- molo Palace Pier – zbudowane w 1899, znane jako miejsce rozrywek
- Sea Life Centre – oceanarium położone tuż nad morzem, w niewielkiej odległości od mola, znajduje się w nim najdłuższy w Europie podwodny tunel, gdzie z bliska można zobaczyć rekiny i inne zwierzęta morskie
- Kemp Town(inne języki) – eleganckie miasteczko i jedno z najlepszych założeń budowlanych w stylu regencji, zaprojektował je Thomas Read Kemp(inne języki) (1782-1840)
- Volk's Electric Railway(inne języki) (VER) – kolejka elektryczna z 1883 roku, jej trasa przebiega wzdłuż wybrzeża, od stacji Aquarium w pobliżu mola w Brighton do stacji Marina
- Fontanna Królowej Victorii
- Kolejka wąskotorowa – Od koła do Brighton Marina
- Brighton Marina – przystań łodzi, wypływy kutrem na ryby na La Manche, molo dla wędkarzy (za darmo)
- i360 – najwyższa na świecie wieża obserwacyjna
- Wieża Zegarowa

## Klimat
| Sty | Lut | Mar | Kwi | Maj  | Cze  | Lip  | Sie  | Wrz  | Paź  | Lis  | Gru  | Rok  |
| --- | --- | --- | --- | ---- | ---- | ---- | ---- | ---- | ---- | ---- | ---- | ---- |
| 9,2 | 8,7 | 8,2 | 9,6 | 11,4 | 13,6 | 15,4 | 16,9 | 17,3 | 16,3 | 14,7 | 12,0 | 12,8 |

## Edukacja
Znajdujący się tutaj University of Sussex jest w czołówce najlepszych uniwersytetów Wielkiej Brytanii. Ponadto w Brighton znajduje się jeszcze jedna uczelnia wyższa i politechnika.

## Znane osoby
- Dora Bryan – aktorka
- Nick Cave – muzyk
- Tasie Dhanraj - aktorka i piosenkarka
- Lewis Dunk – piłkarz Brighton & Hove Albion
- Peter James – pisarz, twórca thrillerów i powieści kryminalnych
- Fatboy Slim – muzyk, DJ
- Wilbur Soot - muzyk i streamer